# Il–28
Az Il–28 (NATO-kódja: Beagle) a szovjet Iljusin tervezőiroda sugárhajtású bombázó repülőgépe, melyet a második világháborút követően kezdtek el gyártani a Szovjet Légierő számára. Kínában és Csehszlovákiában is gyártották. A Magyar Néphadseregben az 1950-es évek közepétől 1970-ig állt hadrendben. Egy példánya a szolnoki repüléstörténeti múzeumban van kiállítva. Egy másik, igen lepusztult állapotú példánya pedig a Szentgyörgyi Dezső légibázis északi végében látható, több MiG-15 társaságában.(Kép)

## Története
Az Il–28 tervezése 1947-ben kezdődött. A három legnagyobb szovjet repülőtervező iroda, a Tupoljev, Szuhoj és az Iljusin között azért folyt a verseny, hogy melyik cég tudja előállítani az első sugárhajtású repülőgépet a Szovjet Légierő számára. Végül az Iljusin cég által tervezett Il–28 nyert.
A hazai gyártású hajtómű csúszása miatt az első prototípusba a Nagy-Britanniából beszerzett Rolls-Royce Nene gázturbinás sugárhajtóművet építették. A gép 1948. június 8-án emelkedett először a levegőbe Vlagyimir Konsztantyinovics Kokkinaki berepülőpilótával a fedélzetén. A második, már szovjet gyártású, RD–45F hajtóművekkel felszerelt prototípussal 1948. december 30-án hajtották végre az első felszállást. 1949 májusában összehasonlító teszteket végeztek az Il–28-cal és a Tu–14-el, melynek során az Iljusin-tervezőiroda gépe mutatott jobb harcászati-műszaki paramétereket, így ennek a sorozatgyártásáról és rendszeresítéséről döntöttek. A sorozatgépekbe azonban már a megbízhatóbb és nagyobb tolóerejű Klimov VK–1 gázturbinás sugárhajtóműveket építették. A sorozatgyártás Moszkvában, Omszkban és Voronyezsben folyt. A szovjet légierő 1950 márciusában vette át az első Il–28-as bombázókat.
Hamarosan szükségessé vált az UIl–28 kiképző típus megépítése is.
Az Il–28 személyzete három főből állt: a pilóta, a navigátor és egy lövész.
A típus a Szovjetunió haderejében az 1980-as évekig szolgált. Jelenleg Algéria, Egyiptom, Nigéria, Észak-Korea, Szomália és Jemen hadereje használja. 1955–1967 között a Magyar Néphadsereg is használta, de 1970-ben kivonták a hadrendből.

## Fegyverzete
A gép beépített fegyverzetét négy darab 23 mm-es gépágyú alkotja. Az orr-részében, a törzs két oldalán egy-egy gépágyú mereven van beépítve, míg a farokrészben a két gépágyút az Il–K6 típusú forgatható toronyban helyezték el. A gépágyúk típusa az első sorozatoknál NSZ–23 volt, ezt a későbbi építésű gépeken NR–23-ra cserélték. Az elülső gépágyú lőszer-javadalmazása egyenként 100 darab, míg az Il–K6 toronyba 450 darab lőszer málházható.
A bombázó változat normál bombaterhelése 1000 kg volt, de a maximális terhelhetősége elérte a 3000 kg-ot, így a gép képes volt egy darab 3000 kg-os KAB–3000-es légibomba szállítására is.
A haditengerészeti változat légibombák helyett torpedót hordozhatott.

## Típusváltozatok

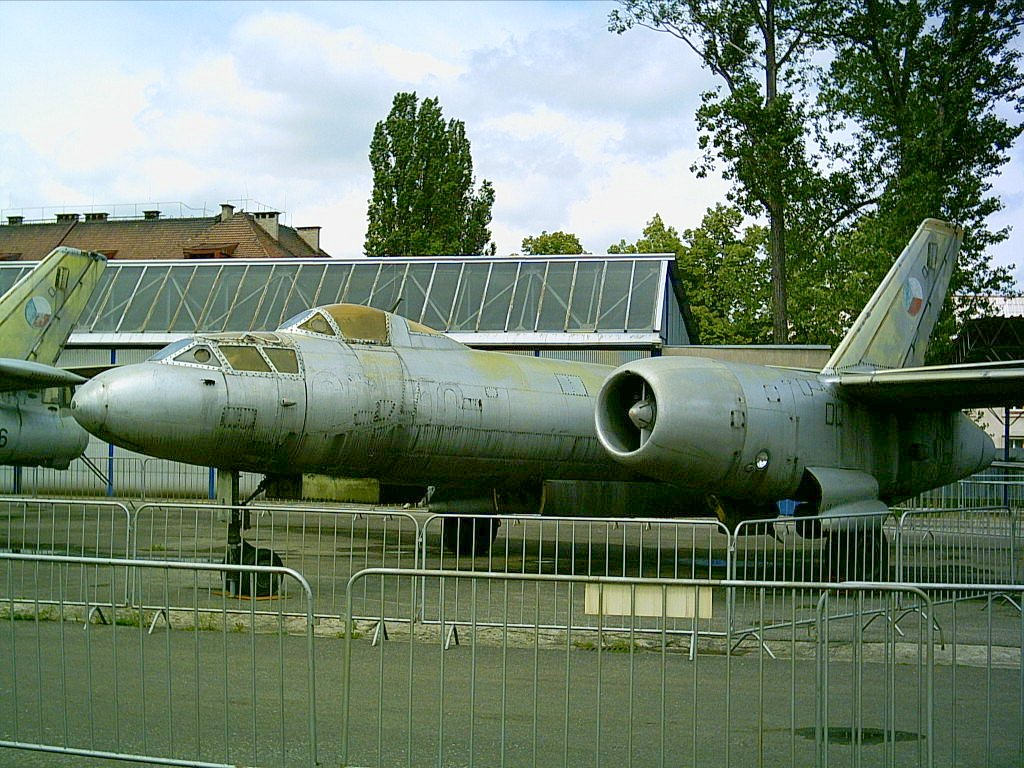
Az Il–28U kiképző-gyakorló változat

### Szovjet gyártású változatok
- Il–28 – Alapváltozat
- Il–28U - Kiképző-gyakorló változat. NATO-kódja: Mascot. A gép terveit 1949. október 14-én hagyták jóvá. Az orr-részből eltávolították a navigátor-bombázótiszt munkahelyét és ott alakították ki az oktató fülkéjét. Mindössze öt hónapra volt szükség a gép megépítéséhez, és 1950. március 18-án Vlagyimir Konsztantyinovics Kokkinaki berepülőpilóta végrehajthatta vele az első felszállást. A gépet az 1951-es tusinói légiparádén mutatták be először a nyilvánosság előtt. Az Il–28U sorozatgyártását a 30. sz. moszkvai repülőgépgyár (GAZ-30, később Znamja Truda gyár, napjainkban a RSZK MiG része) végezte.
- Il–28R - felderítő változat
- Il–28T – Torpedó hordozására alkalmas haditengerészeti változat. Bombaterét megnövelték, hogy elférjen benne a RAT–52 típusú torpedó. Módosították a gép orr-részét, a szárnyak törőéleire áramvonalazott üzemanyag-póttartályokat szereltek. Prototípusa 1951. január 8-án repült először.
- Il–28N – Az RDSZ–4 Tatyjana atombomba hordozására alkalmas nukleáris bombázó. A nagyobb méretű atomfegyver elhelyezéséhez megnövelték a bombatér hosszát, és azt a bomba befagyását megelőző fűtéssel látták el. A gép javított avionikai berendezéseket és nagyobb radart kapott, a szárnyvégre pedig az Il–28R-hez hasonlóan üzemanyag-póttartályokat szereltek. A pilótafülkét árnyékoló eszközökkel látták el a személyzet fényhatásokkal szembeni védelme érdekében. Két gépet építettek át N változatúra. Az első bombavetést 1953. augusztus 23-án hajtották végre Il–28N-ről.
- Il–28S – Csatarepülő változat, melyet a szárnyak alatti 12 fegyvertartóval láttak el (6-6 fegyvertartó mindkét szárnyon, közülük egy a hajtómű és a törzs között, öt a hajtóművön kívüli szárnyrészen kapott helyet). A fegyvertartókra légibombákat, földi célok elleni nem irányított rakétákat és rakétaindító blokkokat, gépágyú konténereket lehetett rögzíteni. 300 darab Il–28 átépítését vették tervbe. A gép azonban több olyan jellemzővel rendelkezett, melyet nem tették lehetővé a csatarepülőgépként történő alkalmazását. Így a páncélzata elégtelen volt a földi tűzfegyverek elleni védelemre, továbbá a gép nem rendelkezett kis magasságon is használható katapultüléssel sem. Ezért az eredeti tervekkel ellentétben csak néhány Il–28-ast építettek át Il–28S változatúvá.
- Il–28ZA[1] – Polgári célú meteorológiai kutató repülőgép.
- Il–28P – Postarepülőgép, melyet az Aeroflot használt. Később az Il–20 típusjelzést kapta.[2]
- Il–28SZ[3] – Az Il–28 továbbfejlesztett változatának terve, nyilazott szárnnyal és nagyobb tolóerejű VK–5 gázturbinás sugárhajtóművel. Nem valósult meg.
- Il–28BM – Légicél-vontató változat, melyet a szolgálatból kivont Il–28 és Il–28R gépekből alakítottak át.
- Il–28M – A szolgálatból kivont gépekből átalakított rádiótávirányítású légicél.

### Csehszlovák változatok
- Avia B–228 – Az Il–28 alapváltozattal megegyező csehszlovák licenc-változat.
- Avia CB–228 – Az Il–28U csehszlovák licenc-változata.

### Kínai változatok
- H–5 – az Il–28 kínai licenc-változata
- HJ–5 – az Il–28U-nak megfelelő kínai kiképző-gyakorló változat
- HZ–5 - az Il–28R felderítő repülőgép kínai licenc-változata

## Üzemeltetők

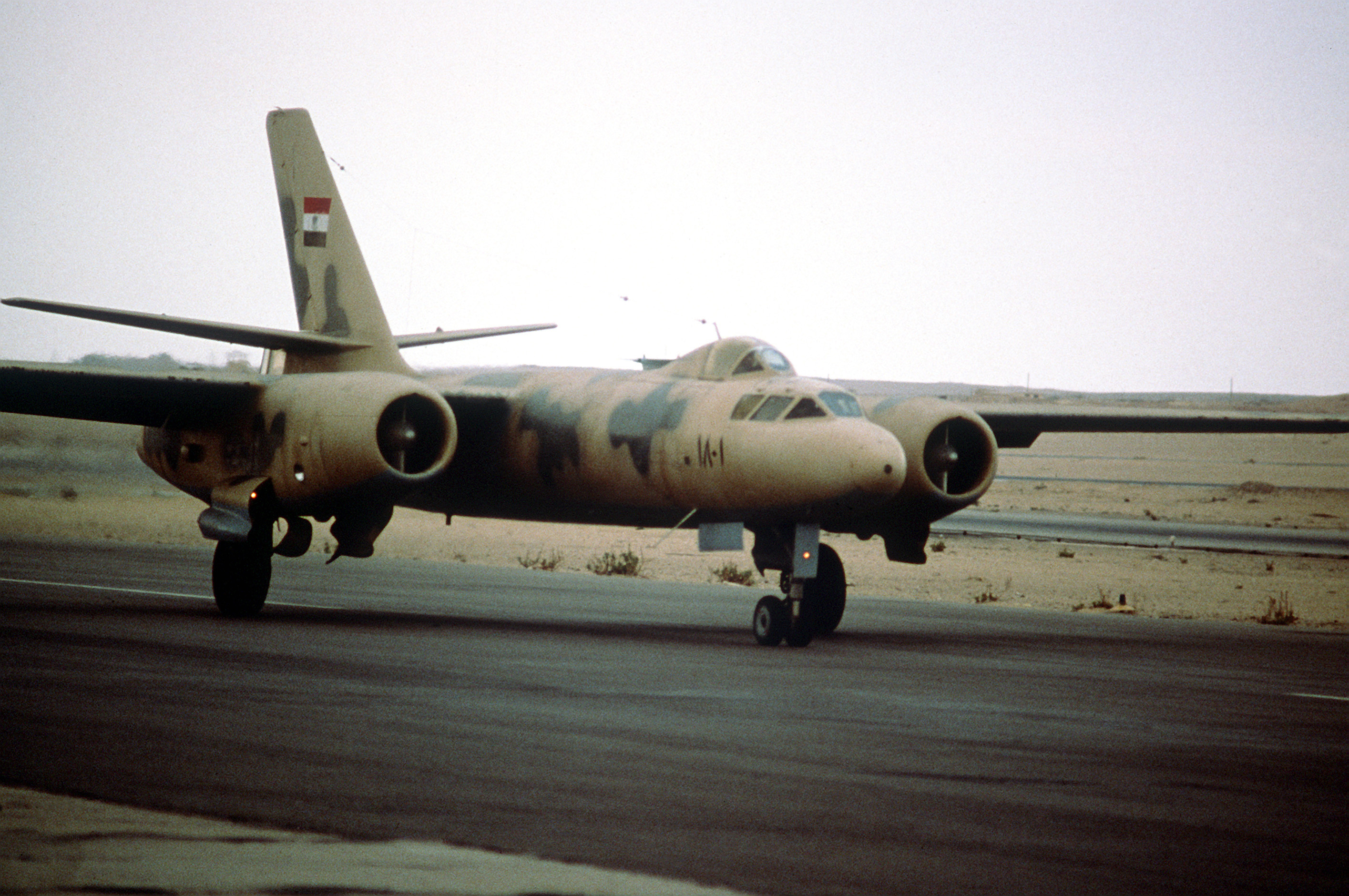
Egyiptomi Il–28U

- Afganisztán – 32 darab gépet állítottak üzembe, melyek a 335-ös Vegyes Repülőezred állományába tartoztak és Sindandban állomásoztak. A gépeket a kormányerők 1985-ig bevetették az afganisztáni háborúban. 1985 januárjában a felkelők rajtaütöttek a sindandi repülőtéren és az ott állomásozó Il–28-asokat megsemmisítették.
- Albánia – 1957-ben állítottak rendszerbe egy darab szovjet gyártmányú Il–28-ast, melyet 1971-ben elcseréltek egy kínai gyártású H–5-ösre, ezt 1992-ig üzemeltették. A gépeket kizárólag légicél vontatására használták.
- Algéria – 12 darab gépet állított hadrendbe az algériai légierő 1964-ben.
- Bulgária – A Bolgár Légierő 1955–1974 között 14 darab Il–28R felderítő repülőgépet és egy darab Il–28U kiképző-gyakorló repülőgépet üzemeltetett.
- Kína
- Kuba
- Csehszlovákia – A Csehszlovákiában licenc alapján gyártott gépek álltak hadrendben.
- NDK – Az NDK 12 darab Il–28-ast és egy Il–28U-t üzemeltetett, melyeket légicél-vontatóként alkalmaztak. Egyes Il–28-asokat repülőgép-berendezések és hajtóművek, mint pl. a Baade B–152 utasszállító repülőgépnél használt Pirna 014 gázturbinás sugárhajtómű légi tesztjeinél használtak.
- Egyiptom – 30 darab szovjet gyártmányú Il–28-ast és két Il–28U-t szereztek be az 1950-es évek közepétől. Az első 10 gép 1955-ben érkezett meg Egyiptomba. A szovjet gépeken kívül kb. 50 darab csehszlovák gyártású változatot, B–228 harci és CB–228 gyakorló változatú gépeket állítottak szolgálatba. Az 1960-as évek közepén hatvan darab bombázót vontak ki a hadrendből. A hatnapos háború kitörésekor négy bombázószázad és egy felderítőszázad volt felszerelve Il–28-asokkal.
- Finnország – 1960-ban állítottak hadrendbe négy darab Il–28R felderítő változatot, melyeket 1966-tól légicél-vontatóként használtak.
- Magyarország
- Indonézia
- Irak
- Nigéria
- Észak-Korea
- Lengyelország – 1951-ben döntöttek a típus rendszeresítéséről. Az első gépek 1952-ben érkeztek meg a Lengyel Légierőhöz. Lengyelország 80 darab Il–28 harci változatot, 16 darab Il–28U-t, valamint néhány Il–28R felderítő gépet állított szolgálatba. A típust 1953-ban rendszeresítették. Lengyelországban saját erőből néhány példányt átépítettek a szovjet Il–28RTR-hez hasonló rádióelektronikai felderítő géppé. A gépek egy részét légicél-vontatóként, valamint hajtóművek, pl. a SO–1 légi teszteléséhez repülő laboratóriumként is használták. A típust Lengyelországban 1977-ben vonták ki a hadrendből.[4]
- Románia – 1955-ben rendszeresítették a típust, ekkor szovjet gyártmányú Il–28 bombázókat és Il–28U kiképző-gyakorló gépeket rendszeresítettek. Később kínai gyártmányú H–5 és HJ–5-ös gépeket is vásároltak. Az utolsó példányokat 2001-ben vonták ki a hadrendből.
- Jemen
- Szovjetunió – A katonai mellett polgári változatokat is üzemeltetett.
- Szíria
- Vietnám – 1966–1968 között állítottak szolgálatba 12 darab Il–28-as, két Il–28R felderítő gépet, valamint két Il–28U-t. 1979. január 7-én, a kambodzsai Pocsentong repülőtér elfoglalásakor két kínai H–5-öst zsákmányoltak, melyeket később szolgálatba állítottak.

## Műszaki adatok (Il–28)

### Geometriai és tömegadatok
- Fesztávolság: 21,45 m
- Hossz: 17,65 m
- Magasság: 6,70 m
- Szárnyfelület: 60,8 m²
- Üres tömeg: 12 890 kg
- Normál felszálló tömeg: 18 400 kg
- Maximális felszálló tömeg: 23 200 kg
- Bombaterhelés: 3000 kg

### Hajtóművek
- Hajtóművek száma: 2 darab
- Típusa: Klimov VK–1 gázturbinás sugárhajtómű
- Maximális tolóerő: 2×53,8 kN

### Repülési adatok
- Legnagyobb sebesség: 906 km/h
- Utazósebesség: 700 km/h
- Hatótávolság: 2400 km
- Szolgálati csúcsmagasság: 12 500 m
- Felszállási úthossz: 965 m
- Kigurulási úthossz: 1700 m
- Szárny felületi terhelése: 291 kg/m²
- Tolóerő–tömeg-arány: 0,31